# Université Bordeaux-II
L’université Bordeaux-II ou université Bordeaux-Segalen, de nom d’usage « université Bordeaux Segalen », est une université française ayant existé entre 1971 et 2013. Elle fusionne le 1er janvier 2014 avec deux autres universités bordelaises pour former l'université de Bordeaux.
Ses domaines principaux sont les sciences de la vie, les sciences de la santé et les sciences de l’Homme. 

## Historique

### Avant sa fondation
L’université de Bordeaux fut fondée en 1441 par une bulle du pape Eugène IV à l'initiative de Pey Berland.
La faculté de médecine et de pharmacie fut créée par la loi du 10 décembre 1874 et le décret du 16 juin 1878.

Logo jusqu'en décembre 2010.

### Fondation et disparition
L’université Bordeaux-II fut créée en 1970 après la division en trois de l’ancienne université de Bordeaux reconstituée en 1896.
En 2007 Bordeaux-II est membre fondateur du PRES « Université de Bordeaux » et accède aux « compétences élargies » (applications de la LRU) en janvier 2010.
Jusqu'en décembre 2010, l'université portait le nom université Victor Segalen Bordeaux 2. Mais pour pallier une utilisation pas toujours homogène de ce nom, préjudiciable surtout dans les publications scientifiques, le conseil d'administration s'est prononcé en juin 2010 pour le changement de nom. Ce changement s'accompagne d'un nouveau logo qui symbolise « l'arborescence, la hiérarchisation, le savoir organisé, la technologie, la science mais aussi le cerveau de l'homme avec toutes ses connexions ».
Préparée depuis 2010, l’université de Bordeaux est reformée le 1er janvier 2014. C’est le résultat de la fusion des universités Bordeaux-I, Bordeaux-II et Bordeaux-IV.

### Présidence
| Identité                               | Période | Période | Durée |
| Identité                               | Début   | Fin     | Durée |
| -------------------------------------- | ------- | ------- | ----- |
| Henri Bricaud (d) (1925 - 2010)        | 1971    | 1976    | 5 ans |
| Jacques Latrille (d) (1933 - 2005)     | 1976    | 1981    | 5 ans |
| Jean Tavernier (1928 - 2020)           | 1980    | 1987    | 7 ans |
| Dominique Ducassou (d) (1943 - 2018)   | 1987    | 1992    | 5 ans |
| Jacques Beylot (d) (né en 1938)        | 1992    | 1997    | 5 ans |
| Josy Reiffers (d) (1949 - 2015)        | 1997    | 2002    | 5 ans |
| Bernard Bégaud (né en 1949)            | 2002    | 2008    | 6 ans |
| José Manuel Tunon de Lara (né en 1958) | 2008    | 2013    | 5 ans |

## Composantes
L’université est constituée de douze composantes :
- huit UFR  :
  - sciences médicales (anciennement trois facultés : Paul Broca, Hyacinthe Vincent, Victor Pachon),
  - odontologie,
  - sciences pharmaceutiques,
  - sciences de la vie (anciennement UFR de biologie et biochimie cellulaire UFR BBC),
  - sciences et modélisation,
  - sciences de l’Homme (anciennement UFR des sciences sociales et psychologique UFR-SSP),
  - sciences du sport et de l’éducation physique (UFR-STAPS),
  - œnologie (qui fait également partie de l’institut du vin et de la vigne Bordeaux-Aquitaine),
- deux instituts internes (au sens de l'article L713.9 du Code de l'éducation) : 
  - l’institut de santé publique, d’épidémiologie et de développement (ISPED),
  - l’institut du thermalisme.
- deux écoles internes d'ingénieurs (au sens de l'article L713.9[19]) créées par décret et transférées le 1er avril 2009[20] pour constituer l'IPB:
  - l'École supérieure de technologie des biomolécules de l'université Bordeaux-II (ESTBB),
  - l’Institut de cognitique (IdC)[21].

Ces quatorze (douze après la fusion des 3 facultés de médecine en une seule UFR médicale) composantes sont représentées par les 14 rayons du soleil du logo circulaire, puis par les 14 quatorze branches du dernier logo "arbre des connaissances", utilisé jusqu'à la disparition de l'établissement.

## Implantations

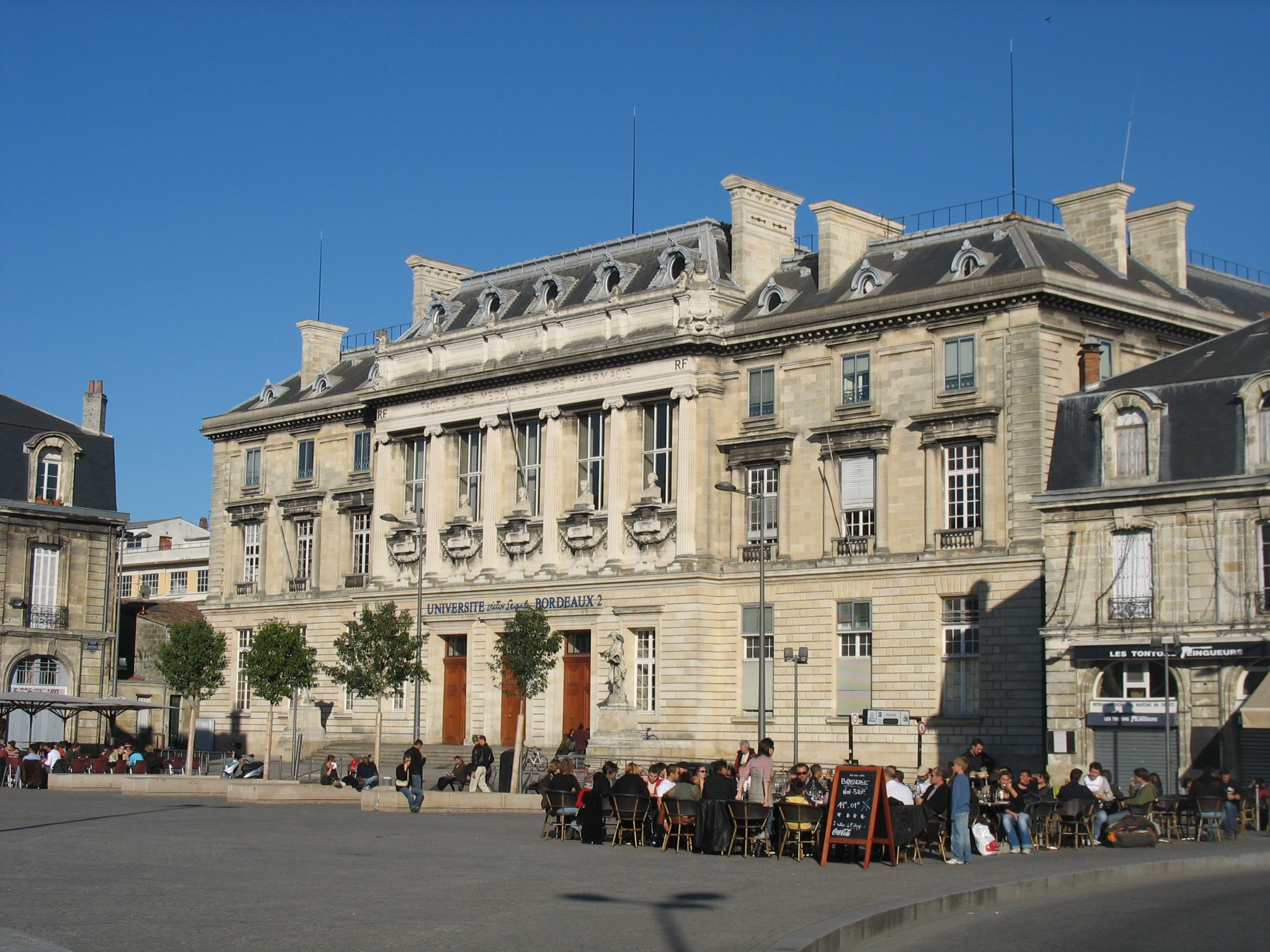
Site de la Victoire.

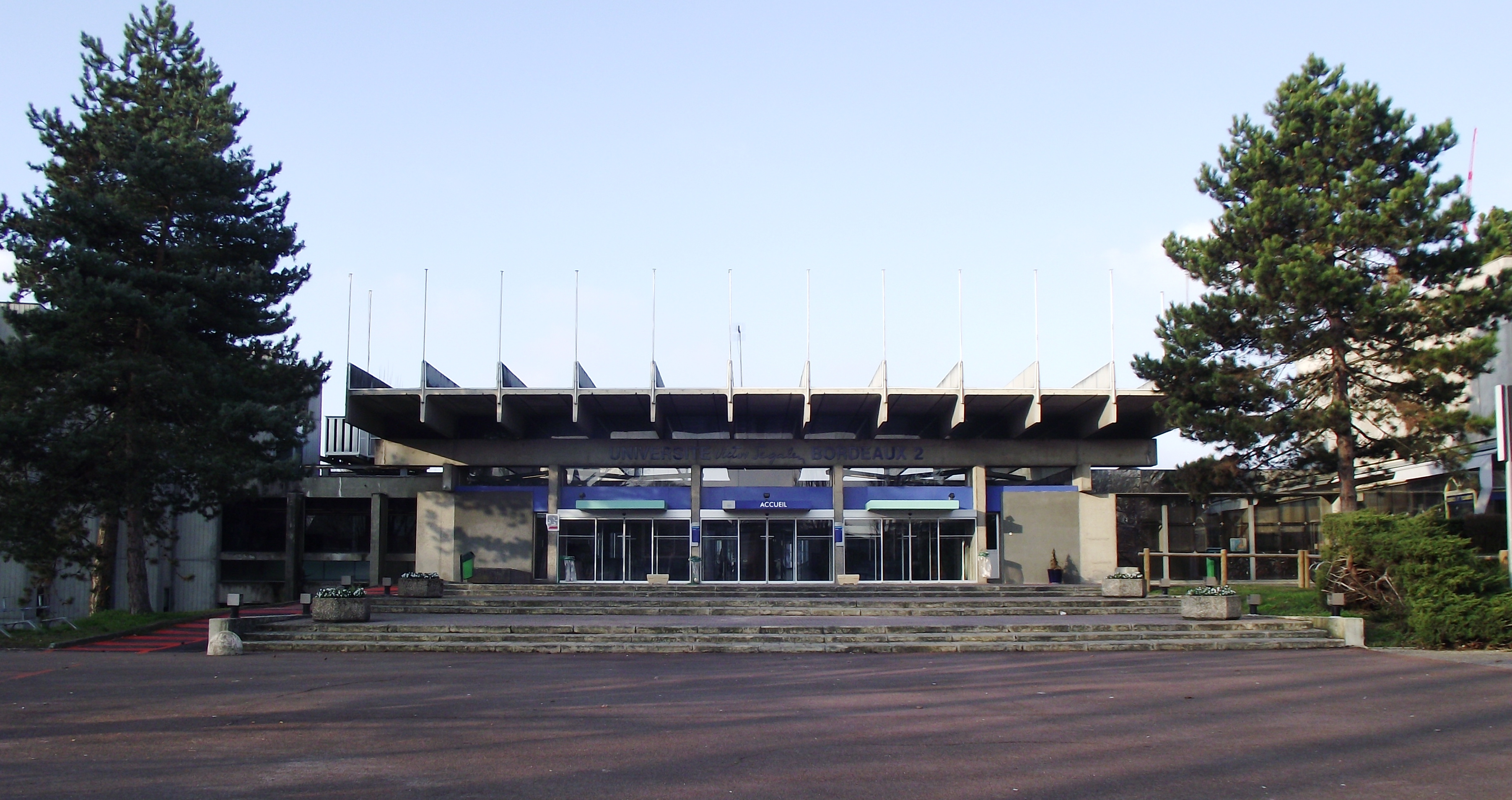
Site de Carreire.

Les locaux de l’université sont répartis sur six sites différents :
- le site de Carreire : situé à proximité du groupe hospitalier Pellegrin, l'un des trois groupes hospitaliers formant le CHU de Bordeaux, pour les formations de biologie, de médecine et de pharmacie, pour les formations de l'ISPED et celles des écoles d'ingénieurs ;
- la place de la Victoire, dans le centre-ville de Bordeaux : ce sont les bâtiments de l’ancienne faculté mixte de médecine et de pharmacie construits entre 1876 et 1888 puis 1902 et 1922 par l’architecte prix de Rome Jean-Louis Pascal, où se trouvent actuellement les formations en sciences de l’Homme, l'UFR d'Odontologie (rue Elie Gintrac), ainsi que l'UFR de Sciences et Modélisation ;
- le domaine universitaire de Talence Pessac Gradignan : situé sur le campus des trois autres universités, pour les formations en sciences du sport et d'œnologie (puis de cognitique après départ de l'œnologie à la Grande Ferrade) ;
- le site de Dax, où se situe l'institut du thermalisme ;
- le domaine de la Grande Ferrade à Villenave-d'Ornon, où se trouve l'Institut des Sciences de la Vigne et du Vin, sur le site de l'INRA ;
- le jardin botanique de Talence (rattaché à la pharmacie), situé à proximité du parc Peixotto de la mairie de Talence, cédé à la mairie en 2009.

## Enseignement et recherche

### Formation

#### Licences
L’université délivre la licence dans trois domaines :
- Sciences, technologies, santé
  - Biologie
  - Mathématiques appliquées et sciences sociales
- Sciences humaines et sociales
  - Anthropologie
  - Psychologie
  - Sciences de l’éducation
  - Sociologie
- Sciences et techniques des activités physiques et sportives

#### Licences professionnelles
Il est possible d’obtenir une des licences professionnelles suivantes :
- Œnologie
- Environnement
- Industries chimiques et pharmaceutiques
- Sciences de la vie et de la santé
- Sciences de l'Homme
- Gestion et développement des organisations et des services sportifs et de loisirs (STAPS)

#### Masters
Bordeaux II délivre le master dans deux domaines :
- Sciences, technologies, santé
  - Biologie, santé
  - Médicaments et produits de santé
  - Modélisation, ingénierie mathématique, statistique et économique
  - Santé publique
- Sciences humaines et sociales
  - Anthropologie
  - Langues de spécialité
  - Psychologie
  - Sciences cognitives
  - Sciences de l'éducation
  - Sociologie
  - Sciences et techniques des activités physiques et sportives

#### Santé
- Médecine
- Odontologie
- Pharmacie
- Sage-femme
- Préparation aux concours para-médicaux (pédicurie-podologie, kinésithérapie, érgothérapie, psychomotricité, manipulateur en électroradiologie)
- Orthoptique
- Orthophonie

#### Doctorats
Trois écoles doctorales existent à Bordeaux II :
- Sciences de la vie et de la santé,
- Sciences sociales (société, santé, décision),
- Mathématiques et Informatique.

#### Autres
- DEUST Technologies et contrôles des produits de santé,
- Diplôme d'ingénieur diplômé de l'ESTBB de l'université Bordeaux II[23],
- Diplôme d'ingénieur diplômé de l'IdC de l'université Bordeaux II,
- diplômes d'université (DU) propres à l'université Bordeaux II, ou diplômes inter-universitaires (DIU) en partenariat avec d'autres établissements.

### Recherche

#### Scientométrie
L’université Bordeaux 2 était classée 457e au classement de Shanghai, où elle se trouvait dans la fourchette 169-210 des universités européennes et 18-23 des universités/écoles françaises. 
Elle est classée 1691e au classement Ranking Web of World Universities qui classe 6000 écoles ou universités en fonction du volume et de la qualité de leurs publications électroniques (2008).

## Vie étudiante

### Évolution démographique
Évolution démographique de la population universitaire 

| 1987   | 1988   | 1989   | 1990   | 1991   | 1992   | 2000   | 2001   |
| ------ | ------ | ------ | ------ | ------ | ------ | ------ | ------ |
| 12 821 | 12 334 | 13 172 | 13 368 | 13 832 | 14 195 | 15 175 | 15 038 |

| 2002   | 2003   | 2004   | 2005   | 2006   | 2007   | 2008   | 2009   |
| ------ | ------ | ------ | ------ | ------ | ------ | ------ | ------ |
| 16 069 | 16 745 | 17 011 | 17 487 | 17 694 | 17 759 | 17 748 | 17 897 |

| 2010   | 2011   | - | - | - | - | - | - |
| ------ | ------ | - | - | - | - | - | - |
| 17 826 | 17 649 | - | - | - | - | - | - |